# ダニイル・ヴォルコヴィチ
ダニイル（ダニラ）・イヴァノヴィチ・ヴォルコヴィチ（ロシア語: Даниил (Данила) Иванович Волкович、1900年4月18日 - 1937年11月26日）、民族名ダニラ・イヴァナヴィチ・ヴァルコヴィチ（ベラルーシ語: Даніла Іванавіч Валковіч）は、ベラルーシ人のボリシェヴィキ。

## 生涯
1900年4月18日に、ロシア帝国グロドノ県ザネマンスクで生まれたベラルーシ人。第一次世界大戦時は中等学校を中退してヴャトカ県に疎開した。1918年にボリシェヴィキに入党し、同年4月から1921年まで赤軍に従軍。イジェフスク兵器工場での社会革命党の反乱鎮圧や東部戦線 (ru) でのアレクサンドル・コルチャーク軍との戦いに参加し、1920年4月からは西部戦線に移り小隊を指揮してボブルイスク郡とモズィリ郡 (ru) で匪賊と戦った。同時期にはヴャトカ県マルムィシュ郡 (ru) チェーカー副議長およびボリシェヴィキの郡委員会責任書記も務めている。
翌1921年から白ロシア・コムソモール中央委部長となり、1924年から1926年まで白ロシア共産党のミンスク管区 (ru) コイダノフ地区委責任書記を務めた。この時にヴォルコヴィチは識字率の向上に注力し、そして地区の識字率を白ロシア社会主義ソビエト共和国内で最高のものへと引き上げた。この頃に自身も白ロシア国立大学労働者学部で学び、ここで未来の妻とも出会った。その後、1926年から1930年8月まで白ロシア共産党のミンスク市リャヒ地区委責任書記、ミンスク管区委部長、モギリョフ管区 (ru) 委責任書記を歴任。同月から1934年2月までもクリモヴィチ地区委責任書記とボブルイスク地区委第一書記を務めた。
1934年2月から8月までは白ロシア共和国農業副人民委員 (be)、同月3日からは白ロシア共産党中央委 (be) 第二書記を務めていたが、中央委第一書記であったニコライ・ギカロが突如ハリコフへ召喚されたことに伴い、1937年1月25日から3月14日まで第一書記を代行。その後同年6月10日まで第二書記を務めた。1934年8月3日から1937年までは中央委局メンバーでもあり、同年5月30日から9月までは白ロシア共和国人民委員会議議長であった。しかし9月にソビエト連邦重工業人民委員部 (ru) の緊急会議のためモスクワに召喚されたところ、同月5日に逮捕された。そのままブトゥイルカ監獄に投獄され、反革命組織への参加・テロ・スパイ・破壊行為を理由として連邦最高裁軍事参議会によって11月26日に死刑判決を下され、同日処刑された。
その後、ヴォルコヴィチは新ドン墓地に葬られていたが、1956年4月に名誉回復がなされた。妻も1937年9月に逮捕され8年の重労働刑を言い渡されたが、1945年にモルドヴィア自治共和国の収容所から釈放された。ヴォルコヴィチの名はフロドナの橋や通りに残されている。